# Fülep Szabina
Fülep Szabina (Budapest, 1990. június 27. –) labdarúgó, hátvéd.

## Pályafutása

### Klubcsapatban
2005 és 2010 között a Ferencváros játékosa volt. Tagja volt a 2008–09-es idényben bronzérmet szerzett csapatnak. A 2010–11-es szezonban a Hegyvidék SE igazolt játékosa volt, de mérkőzésen nem szerepelt. 2011-től ismét a Ferencváros labdarúgója.

## Sikerei, díjai
- Magyar bajnokság
  - 3.: 2008–09